# Jambay Lhakhang
Il tempio Jambay (tibetano: བྱམས་པའི་ལྷ་ཁང) o tempio di Mayatreya si trova a Bumthang (Jakar) in Bhutan, ed è considerato uno dei 108 templi costruiti dal re tibetano Songtsän Gampo in un singolo giorno nel 659 d.C.

Jambay Lhakhang
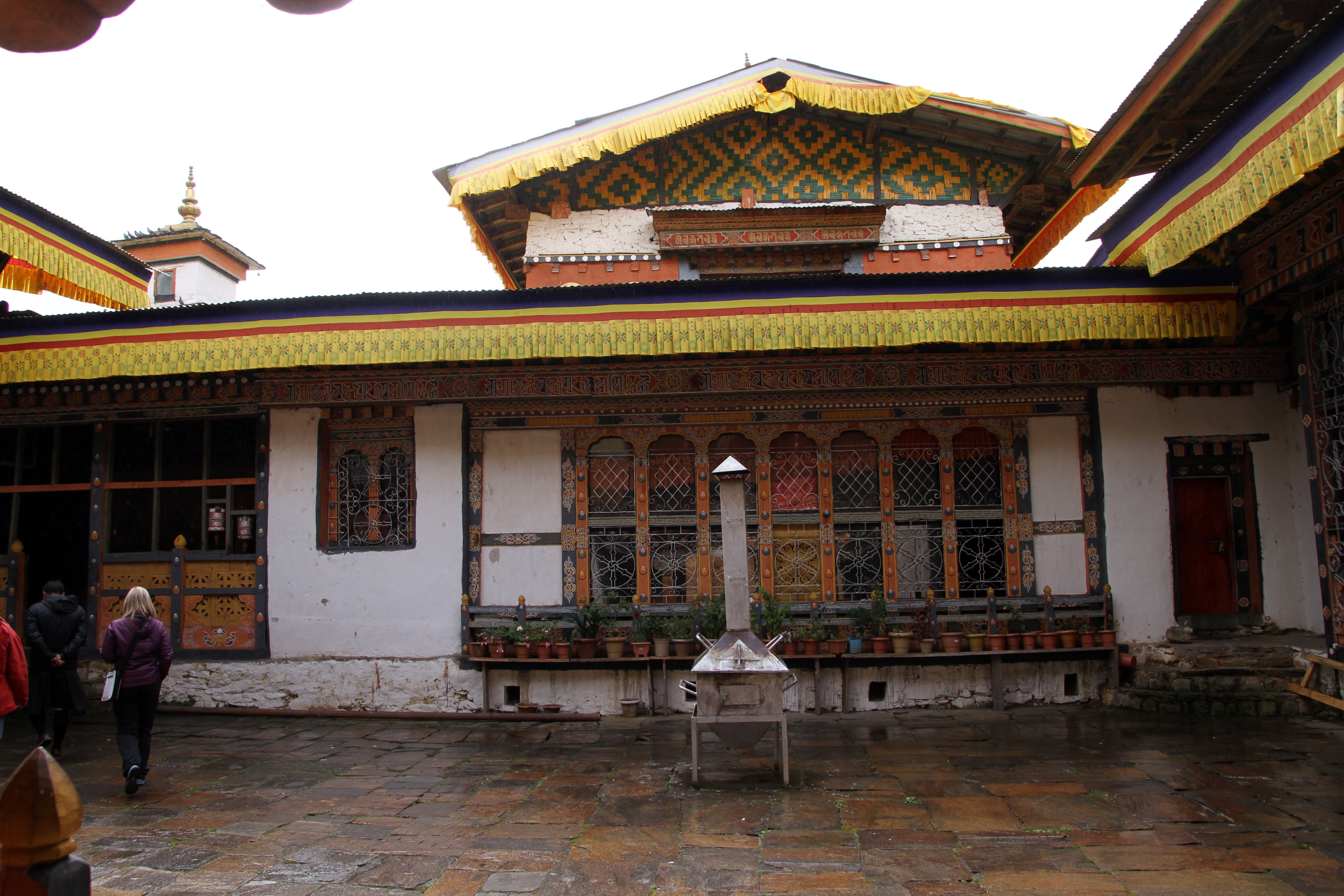
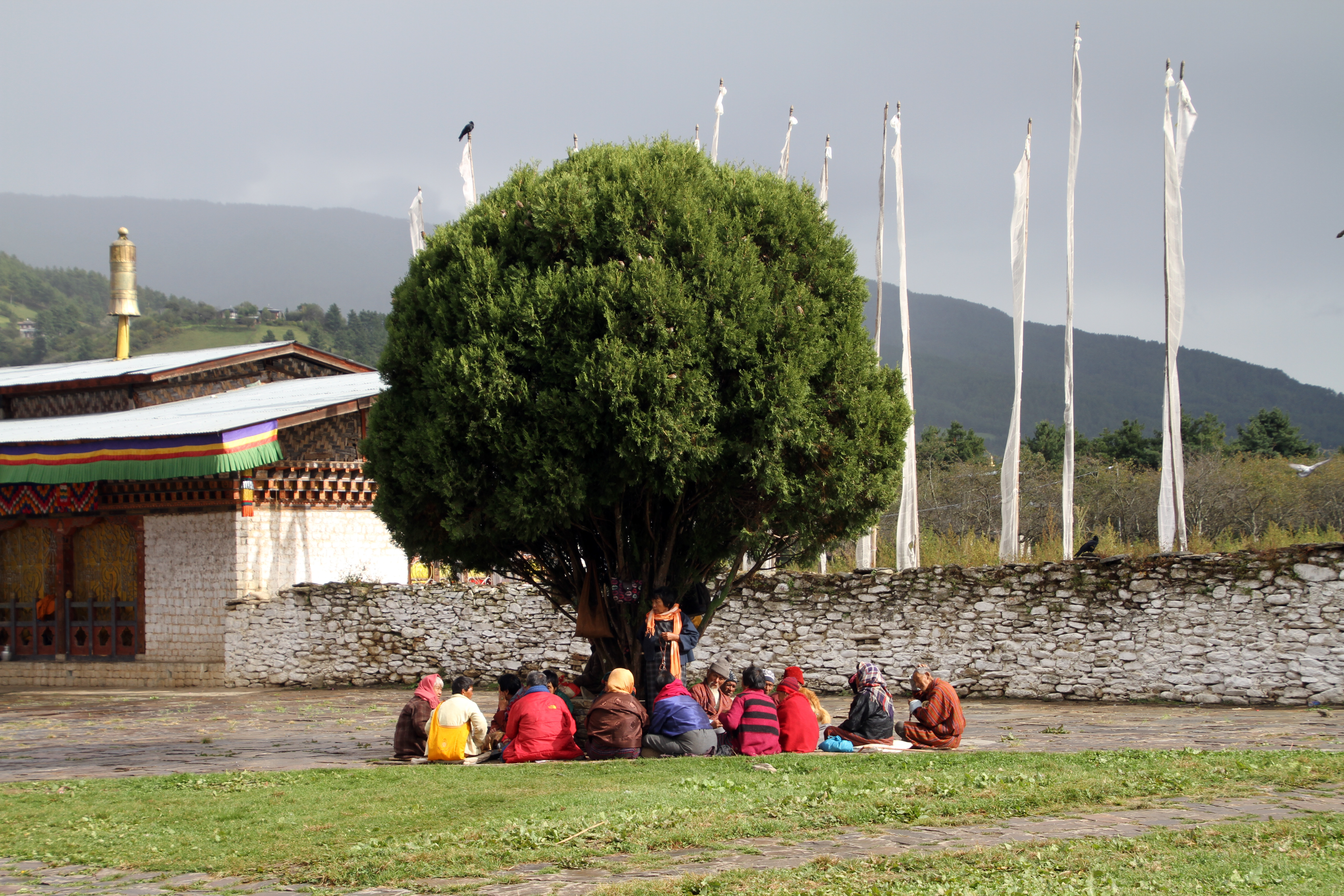
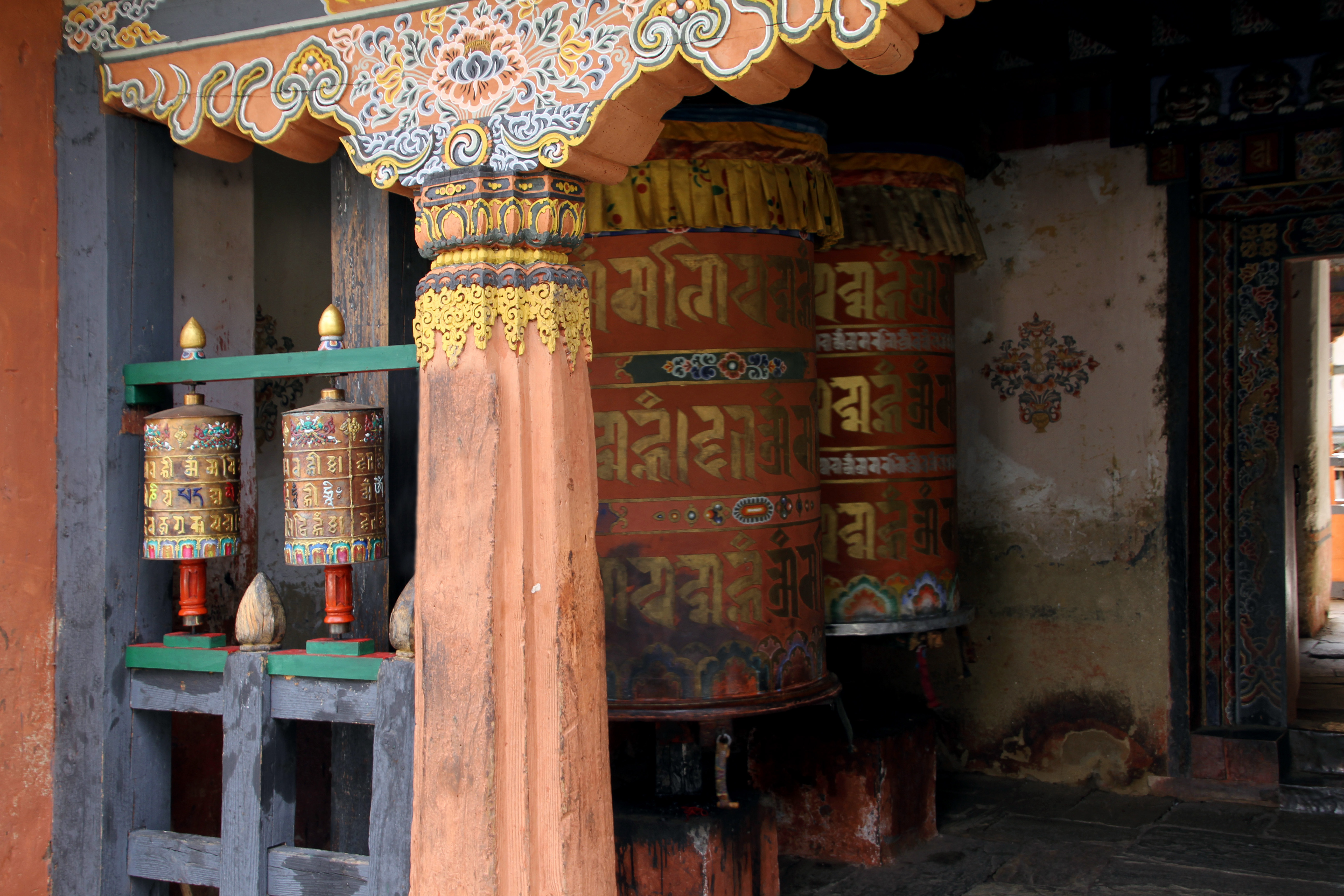